# Los Ángeles, Jalisco
Los Ángeles är en ort i Mexiko.   Den ligger i kommunen Puerto Vallarta och delstaten Jalisco, i den centrala delen av landet, 600 km väster om huvudstaden Mexico City. Los Ángeles ligger 29 meter över havet och antalet invånare är 213.
Terrängen runt Los Ángeles är platt åt nordväst, men åt sydost är den kuperad. Runt Los Ángeles är det tätbefolkat, med 319 invånare per kvadratkilometer. Närmaste större samhälle är Puerto Vallarta, 17,8 km söder om Los Ángeles. Omgivningarna runt Los Ángeles är en mosaik av jordbruksmark och naturlig växtlighet.